# Ectoneura pictifrons
Ectoneura pictifrons är en kackerlacksart som beskrevs av Morgan Hebard 1943. Ectoneura pictifrons ingår i släktet Ectoneura och familjen småkackerlackor. Inga underarter finns listade i Catalogue of Life.